# Claude Bourgeyx
Cet article possède un paronyme, voir Bourgey.
Claude Bourgeyx, né à Bordeaux le 12 septembre 1943 et mort le 28 novembre 2021 à Pessac, est un écrivain français, romancier, nouvelliste, auteur dramatique et artiste plasticien.

## Biographie
Claude Bourgeyx naît à Bordeaux le 12 septembre 1943. Il commence sans conviction des études techniques, puis s'oriente vers l'écriture. En 1988, il rédige de brefs monologues théâtraux qu'il interprète sur la scène du café-théâtre L'Onyx, à Bordeaux. Jusqu'en 1996, il pratique différents travaux alimentaires, et enseigne à l'université de Bordeaux, avant de se consacrer entièrement à son métier d'écrivain.
Son écriture est proche de celle de Lewis Caroll ou de Topor, mélange de non sense britannique et d'humour noir. Il embrasse tant la littérature que la littérature pour la jeunesse, et mélange les genres théâtraux, dialogues, romans, nouvelles.
À partir de 2009, il montre au public son œuvre de plasticien et de peintre.
En 1991, il obtient le Grand prix Jeunesse de la Société des gens de lettres pour Le Fil à retordre. Ses œuvres sont interprétées régulièrement, tant par des têtes d'affiche (Claude Piéplu, Bernadette Laffont, Anémone, Virginie Lemoine) que par de nombreuses compagnies théâtrales, notamment le Théâtre Label Étoile - Compagnie Jean-Claude Falet.
Il meurt à Pessac le 28 novembre 2021,.

## Publications
Romans
- 1985 : Coups de foudre, Paris, Belfond, 165 p.  (ISBN 2-7144-1806-6)[6]
- 1987 : Les égarements de Monsieur René, Paris, Arléa, 216 p.  (ISBN 2-86959-011-3)
- 1988 : L'amour imparfait, Paris, Arléa, 236 p.  (ISBN 2-86959-037-7)[7]
- 1993 : Le chef-d'œuvre, Paris, Arléa, 155 p.  (ISBN 2-86959-161-6)[8]
- 1996 : Preuves à l'appui, Paris, Éditions du Seuil, 161 p.  (ISBN 2-02-023635-4)
- 2006 : Heureux qui comme moi[9],[10]
- 2018 : Chronique de la chambre 3

Recueil de nouvelles
- 1984 : Les Petits outrages, Talence, Le Castor astral, 106 p.  (ISBN 2-85920-092-4), dont la nouvelle Lucien[11]
- 2006 : Tant pis pour eux
- 2008 : Des gens insensés autant qu’imprévisibles, Bordeaux, Le Castor astral (collection : Escales des lettres), 130 p.  (ISBN 978-2-85920-743-4)
- 2012 : Moulins à paroles, Bègles, Le Castor astral, 102 p.  (ISBN 978-2-85920-924-7)
- 2017 : Chacun pour soi, Bordeaux, Le Castor astral (collection : Escales des lettres), 131 p.  (ISBN 979-10-278-0098-8)

Ouvrages pour la jeunesse
- 1991 : Le fil à retordre: 42 histoires extravagantes, illustré par Roland Breucker, Paris, Nathan, 1991, 159 p. (collection "Arc en poche Nathan", n° 633)  (ISBN 2-09-204633-0) ; Grand prix du livre jeunesse de la Société des Gens de Lettres[2],[12]

Théâtre
- 1987 : Les Mots amoureux, d'après Violette Leduc ; mise en scène de Jean-Louis Thamin, Bordeaux, Compagnie dramatique d'Aquitaine, 1987-1988[13] ; Paris, Théâtre de l'Odéon, 1988-1989[14]
- 1993 : Le grand cataclysme
- 1995 : Petites fêlures[15]
- 1997 : Dernières fêlures
- 2000 : Demain, même endroit, même heure, (2001)Théâtre du port de la lune, Halle des chartrons.
- 2000 : Mademoiselle Werner (2006, Théâtre des Variétés, Paris, avec Anémone[16] ; 2012, Cave Poésie, Toulouse)
- 2003 : Les chiens ne font pas des chats
- 2004 : Un avenir de roi
- 2008 : Écrits d'amour (2012, 2013, par le Théâtre Label Étoile, Avignon Off)
- 2008 : Erreur sur la personne
- 2009 : L'amour furieux
- 2009 : Affaires maritimes
- 2010 : Darling
- 2010 : Le Père Noël n'embrasse plus
- 2012 : Moulins à paroles, version pour la scène
- 2012 : Comment faire autrement ? (Théâtre du Pont-Tournant)
- 2014 : Des gens comme ça
- 2016 : Chacun pour soi

Ouvrages collectifs
- 1996 : Caminos que se bifurcan
- 1997 : Faims de siècles
- 2008 : Aquitaine Québec je me souviens
- 2009 : Mots en bouche, mots sur la touche
- 2011 : Tour de France, tour d'enfance

Bandes dessinées (scénarios)
- 1990 : Nobody's Perfect, en collaboration avec Roland Breucker (parution en feuilleton dans Le Soir de Bruxelles), puis publié en recueil sous le titre L'homme est bon mais le veau est meilleur (Le Daily-bul)
- 1988 : Grabouilleau, en collaboration avec Michel Iturria ; parution en feuilleton dans Sud Ouest, puis publié en recueil sous le titre Grabouilleau . La vie comme elle vient, Paris, Le Castor astral.
- L'avenir est un paradis, en collaboration avec Sandrine Revel (parution en feuilleton dans Sud-Ouest Dimanche)

Autres
- 1990 : Changement d'adresse
- 2009 : Monsieur Régis, en collaboration avec Sandrine Revel
- 2011 : Rojo, scénario (coscénariste avec Édouard Bonnet-Pineda) du film Rojo (réalisé par Édouard Bonnet-Pineda) Sélection festival de Cannes, section Short film corner

## Prix et distinctions
- 1991 : « Grand prix jeunesse » de la Société des gens de lettres
- 1996 : « Prix ARDUA », pour ses œuvres dramatiques représentées

## Expositions
- 2018 (au Pari, à Tarbes) : Des gens comme ça, une série des personnages tout droit sortis de son oeuvre écrite.
- 2017 (Atelier 109, Bordeaux) : Nos amies les bêtes, des peintures réunissant humains et animaux, les uns aussi étranges que les autres
- 2016 (Atelier 109, Bordeaux) : des toiles inspirées par Marguerite Duras où il donne « corps à des couples imaginaires, avec pour ambition que l'on s'interroge sur la raison, triviale ou vertigineuse, qui les a réunis »
- 2012 : Vastes petits mondes (Bibliothèque du Grand Parc, Bordeaux), dont la statue « Help » qui porte « sur la condition de la femme. Muselée, elle garde le pouvoir, c'est elle qui donne la vie. C'est une manière de renvoyer la symbolique de la puissance masculine sur la femme »[17]
- 2010 : Secours populaire (en collaboration avec Fernando Cometto, Bibliothèque du Grand Parc, Bordeaux)
- 2010 : Totems (Médiathèque, Bougue)
- 2009 : Sculptures (Passerelle des arts, Bordeaux, exposition partagée avec Chantal Sore)